# Jabłonka (województwo lubuskie)
Jabłonka (Jabłonka Tartak) – osada w Polsce położona w województwie lubuskim, w powiecie międzyrzeckim, w gminie Trzciel.
Wieś  szlachecka położona była w 1580 roku w powiecie poznańskim województwa poznańskiego. W latach 1975–1998 miejscowość administracyjnie należała do województwa gorzowskiego.